# Celsius Holdings
Celsius Holdings ist ein US-amerikanischer Getränkehersteller mit Sitz in Boca Raton. Das Unternehmen wurde 2004 gegründet und ist an der NASDAQ notiert. Es stellt den gleichnamigen Energydrink Celsius her.
Das Unternehmen ging 2017 an die Börse. 
Mit dem Getränke- und Lebensmittelkonzern PepsiCo wurde 2022 eine Vereinbarung geschlossen, wodurch 550 Millionen US-Dollar in Celsius Holdings investiert werden. Im selben Jahr stieg Celsius in den Aktienindex S&P MidCap 400 auf.
2024 expandiert das Unternehmen nach Kanada (mit PepsiCo als Vertriebspartner) und Großbritannien und Irland (mit Suntory Beverage & Food als Vertriebspartner).